# Serrat de Pumanyà
El Serrat de Pumanyà és una serra del terme municipal de Monistrol de Calders, a la comarca del Moianès.
Està situat al sector nord-est del terme, a la dreta del torrent de Colljovà, al límit de llevant del Sot de Pumanyà. Al mig del serrat hi ha les restes de la masia de Pumanyà.